# Дивінженер
Дивінженер  (від «дивізія» та лат. ingenium — «здібність», «винахідливість», скор. дивізійний інженер) — військове звання вищого начальницького інженерного складу в Червоної армії СРСР з 1935 року по 1942/43 роки (поступово скасовувалося в різних родах військ та службах).
У 1935-1940 роках еквівалентом звання було: у сухопутних силах звання комдив, у ВМС флагман ІІ рангу. Серед військово-технічного складу ВМС відповідним званням було інженер-флагман 2 рангу.
Дивінженер був вище за рангом ніж бригінженер і нижче за рангом ніж корінженер.

## Історія використання

### Військові категорії 1924-1935 років
20 червня 1924 року наказом РВР СРСР № 807 для начальницького складу РСЧА вводяться службові категорії, які були відповідні до їх службового положення та поділялися на групи: молодший, середній, старший і вищий начальницькі склади. 
Знаки розрізнення військовослужбовців (які попередньо розміщувалися на нарукавних клапанах), починають розміщувати на петлицях, які в свою чергу розміщувалися на комірах гімнастерок та шинелей.
2 жовтня 1924 року наказом РВР СРСР № 1244 для військовослужбовців РСЧА вводяться нові знаки розрізнення, відповідні  військовій посаді  і службовій категорії. Знаками розрізнення стають металеві, вкриті червоною емаллю: ромби - для вищого начальницького складу, прямокутники - для старшого (з 27 березня 1925 року), квадрати - для середнього, трикутники - для молодшого.
В ВМС РСЧА використовувалася система знаків розрізнення у вигляді галунних стрічок: вузьких (0,6 см), середніх (1,3 см), широких (2,8 см).
Посада дивізійного інженера, відносилася до вищого начальницького складу і відповідала категорії К-11. Знаками розрізнення (як і у командира дивізії) були два ромби на петлиці. 
Після введення, в 1935 році, персональних військових звань, відповідні знаки розрізнення використовували носії звання "дивінженер".

### 1935-1940

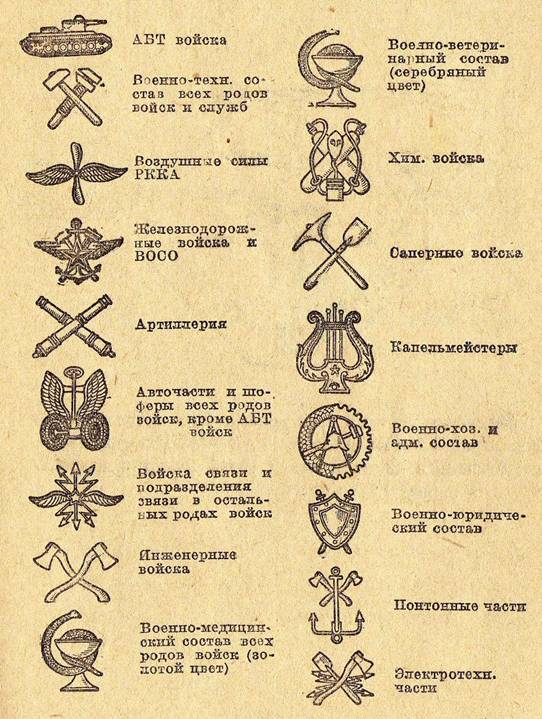
Додаток 1 Статуту внутрішньої служби РСЧА 1937 року («УВС-37») «Малюнки петличні знаків-емблем»

22 вересня 1935 року, при введенні персональних військових звань, для начальницького складу військово-технічного складу РСЧА, були введені окремі звання, які відрізнялися від загальновійськових. Еквівалентом звань командного складу «комдив» (сухопутні сили), та «флагман ІІ рангу», було звання військово-технічного складу «дивінженер». 

### 1940
Указами Президії Верховної Ради СРСР від 7 травня 1940 «Про встановлення військових звань вищого командного складу Червоної Армії» (рос. «Об установлении воинских званий высшего командного состава Красной Армии») та «Про встановлення військових звань вищого командного складу Військово-Морського Флоту» (рос. «Об установлении воинских званий высшего командного состава Военно-Морского Флота») вводилися генеральські та адміральські звання для вищого командного склада. Крім того цими указами встановлювалися нові звання для інженерів корабельної служби, дорівняні до звань командного складу. Еквівалентом звання «дивінженер» серед корабельного інженерного складу стає звання «інженер-віце-адмірал».В інших підрозділах ВМФ залишилося звання інженер-флагман 2 рангу.

### 1942-1943
У 1942/43 роках відбувається уніфікація військових звань різних складів та служб РСЧА та РСЧФ.
З 1942 року звання «дивінженер» поступово скасовується, носіям надавалися генеральські звання.
28 січня 1942 звання скасовано в військово-повітряних силах Червоної Армії.
3 березня 1942 звання скасовано в артилерії.
8 березня 1942 звання скасовано в танкових військах.
Останнім звання дивінженера було скасовано у військово-технічного складу технічних військ, що відбулося 4 лютого 1943.

## Знаки розрізнення
Знаки розрізнення військово-технічного складу сухопутних і повітряних сил РСЧА, були червоні, їх носили на петлицях свого роду військ з відповідним особливим значком (емблемою).
Для звання дивінженер був встановлений знак розрізнення два ромби в петлиці, як у комдива, відрізняючись тільки окантовкою петлиць. Замість командирської золотистої окантовки була чорна (на чорних петлицях-червона), як у решти начальницького складу, а також у молодшого комскладу і червоноармійців. 
Військовослужбовці військово-технічного складу РСЧА не мали на рукавах нашивок які були присутні у командного складу.

## Співвідношення
| Рід військ                                      | Відповідне звання / посада |
| Командний склад                                 | Командний склад |
| ----------------------------------------------- | --- |
| Народний комісаріат внутрішніх справ            | Старший майор державної безпеки , введене постановою ЦВК та РНК СРСР від 7 жовтня 1935 року (військовослужбовці прикордонних та внутрішніх військ НКВС мали військові звання, які вживалися в РСЧА) Старший майор міліції |
| Військово-морський флот                         | Флагман ІІ рангу |
| Начальницький склад                             | |
| ВМФ                                             | Інженер-флагман ІІ рангу |
| військово-політичний склад усіх родів військ    | Дивізійний комісар |
| військово-господарський склад усіх родів військ | Дивінтендант |
| військово-юридичній склад усіх родів військ     | Диввоєнюрист |
| військово-медичний склад усіх родів військ      | Дивлікар |
| військово-ветеринарний склад усіх родів військ  | Дивветлікар |